# Nicolau Henrique de França
Nicolau Henrique de França (Palácio de Fontainebleau, 16 de abril de 1607 — Castelo de Saint-Germain-en-Laye, 17 de novembro de 1611) foi o segundo menino e quarta criança nascida de Henrique IV de França e de sua rainha italiana Maria de Médici. Embora ele geralmente receba o primeiro nome de Nicolas ou Nicolas Henrique, ele nunca foi batizado solenemente e nunca teve um nome cristão.

## Biografia
O príncipe nasceu no Palácio de Fontainebleau em 16 de abril de 1607. Ele era conhecido como "o príncipe sem nome", como era costume na casa real da França nomear as crianças apenas no momento do batismo.
Seu irmão mais novo, Gastão de França, intitulado no nascimento como duque de Anjou, como era habitual para o terceiro filho, nasceu em 1608. Desde muito jovem, esteve noivo de Maria de Bourbon, Duquesa de Montpensier, herdeira da Casa de Bourbon-Montpensier. Maria era a maior herdeira da época e era a futura mãe de Ana Maria Luísa de Orleães, também conhecida como La Grande Mademoiselle.
O duque de Orleães morreu aos quatro anos de idade em 17 de novembro de 1611 no Castelo de Saint-Germain-en-Laye, como resultado de um ataque epilético. O título de duque de Orleães voltou à coroa e mais tarde foi dado a seu irmão mais novo, Gastão, que o sobreviveu por mais quatro décadas. Seu irmão também se casaria com Maria em 1626.
Ele foi enterrado na Basílica de Saint-Denis, nos arredores de Paris.